# Liste der Naturdenkmale im Landkreis Marburg-Biedenkopf
Die Liste der Naturdenkmale im Landkreis Marburg-Biedenkopf nennt die Listen der in den Städten und Gemeinden im Landkreis Marburg-Biedenkopf gelegenen Naturdenkmale.
| Ort                           | Liste                                                    | Anzahl der Naturdenkmale |
| ----------------------------- | -------------------------------------------------------- | ------------------------ |
| Amöneburg                     | Liste der Naturdenkmale in Amöneburg                     | 03                       |
| Angelburg                     | Liste der Naturdenkmale in Angelburg                     | 02                       |
| Bad Endbach                   | Liste der Naturdenkmale in Bad Endbach                   | 04                       |
| Biedenkopf                    | Liste der Naturdenkmale in Biedenkopf                    | 05                       |
| Breidenbach                   | Liste der Naturdenkmale in Breidenbach                   | 02                       |
| Cölbe                         | Liste der Naturdenkmale in Cölbe                         | 01                       |
| Dautphetal                    | Liste der Naturdenkmale in Dautphetal                    | 04                       |
| Ebsdorfergrund                | Liste der Naturdenkmale in Ebsdorfergrund                | 10                       |
| Fronhausen                    | Liste der Naturdenkmale in Fronhausen                    | 04                       |
| Gladenbach                    | Liste der Naturdenkmale in Gladenbach                    | 10                       |
| Kirchhain                     | Liste der Naturdenkmale in Kirchhain                     | 12                       |
| Lahntal                       | Liste der Naturdenkmale in Lahntal                       | 08                       |
| Lohra                         | Liste der Naturdenkmale in Lohra                         | 03                       |
| Marburg                       | Liste der Naturdenkmale in Marburg                       | 12                       |
| Münchhausen (am Christenberg) | Liste der Naturdenkmale in Münchhausen (am Christenberg) | 02                       |
| Neustadt (Hessen)             | Liste der Naturdenkmale in Neustadt (Hessen)             | 04                       |
| Rauschenberg                  | Liste der Naturdenkmale in Rauschenberg                  | 10                       |
| Stadtallendorf                | Liste der Naturdenkmale in Stadtallendorf                | 08                       |
| Steffenberg                   | Liste der Naturdenkmale in Steffenberg                   | 05                       |
| Weimar (Lahn)                 | Liste der Naturdenkmale in Weimar (Lahn)                 | 05                       |
| Wetter (Hessen)               | Liste der Naturdenkmale in Wetter (Hessen)               | 06                       |
| Wohratal                      | Liste der Naturdenkmale in Wohratal                      | 07                       |

## Hinweis

Beispielschild Naturdenkmal

In den Quellen werden einige weitere Naturdenkmale genannt. Mangels näherer Beschreibung ist unklar, ob und wo diese noch zu finden sind. Die Naturdenkmale sind in der Regel entsprechend gekennzeichnet (Schild, Hinweistafel, Plakette).

## Belege und Anmerkungen
1. ↑  
Naturdenkmale in Hessen. (pdf; 405 kB) Anlage zu Kleine Anfrage der Abg. Ursula Hammann (BÜNDNIS 90/DIE GRÜNEN) vom 15.04.2011 betreffend Biotopverbund Teil 2 und Antwort der Ministerin für Umwelt, Energie, Landwirtschaft und Verbraucherschutz. Hessischer Landtag, 22. Juni 2011, S. 90–103, abgerufen am 4. Februar 2016.
2. ↑  
für angebliche weitere Naturdenkmale fehlen Belege
3. ↑  
Naturdenkmale in Marburg. www.marburg.de, abgerufen am 24. April 2016.
4. ↑  Nicht zugeordnet sind Eintrachtslinde; Fichte Distraße 61, linke Seite vom Murbach; Traubeneiche und Winterlinde; Winterlinde.